# Amuré
Amuré é uma comuna francesa na região administrativa da Nova Aquitânia, no departamento de Deux-Sèvres. Estende-se por uma área de 14,86 km². Em 2010 a comuna tinha 439 habitantes (densidade: 29,5 hab./km²).